# Липчагское
Липчагское — пресноводное озеро на территории Чалнинского сельского поселения Пряжинского района Республики Карелии.

## Общие сведения
Площадь озера — 1,5 км², площадь водосборного бассейна — 12,3 км². Располагается на высоте 153,2 метров над уровнем моря.
Форма озера продолговатая: оно более чем на два километра вытянуто с юго-запада на северо-восток. Берега каменисто-песчаные, местами заболоченные.
Из северо-восточной оконечности озера берёт начало река Липчага, приток Чалны, впадающей в реку Шую.
В озере около десятка безымянных островов различной площади, однако их количество может варьироваться в зависимости от уровня воды.
Населённые пункты и автодороги вблизи водоёма отсутствуют.
Код объекта в государственном водном реестре — 01040100111102000017372.